# Griffinia rochae
Griffinia rochae là một loài thực vật có hoa trong họ Amaryllidaceae. Loài này được G.M.Morel mô tả khoa học đầu tiên năm 1961.